# Giuseppe Della Corte
Giuseppe Della Corte (Acquaviva delle Fonti, 6 giugno 1992) è un pallavolista italiano.
Gioca nel ruolo di schiacciatore e opposto nella Pallavolo Alba.

## Carriera
La carriera di Giuseppe Della Corte inizia quando entra a far parte del settore giovanile dell'Amicizia Volley, la squadra del suo comune di nascita Acquaviva Delle Fonti (BA). Viene ceduto nel 2009 al Piemonte Volley di Cuneo, nel quale gioca per due stagioni. Nel campionato 2009-10 passa al Club Italia in Serie B1 e sempre col club federale, ripescato nella serie cadetta, disputa la Serie A2 nella stagione successiva. Nell'annata 2011-12 gioca per La Fenice Volley Isernia, ma, dopo la chiusura del club, passa al Volley Potentino per il campionato successivo.
Nella stagione 2013-14 ottiene in primo ingaggio in Serie A1, vestendo la maglia della Sir Safety Perugia, ma nella stagione successiva torna in serie cadetta con il neopromosso Volley Tricolore Reggio Emilia.
Per il campionato 2015-16 è in Serie B1 con la Pallavolo Alba.